# أنتونيو داماتو

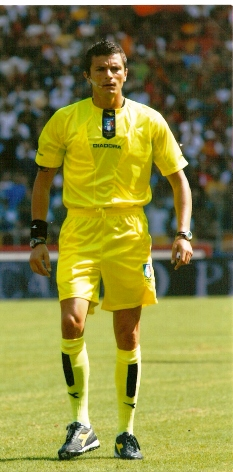

أنتونيو داماتو (مواليد 15 أغسطس 1972) هو محامي وحكم كرة قدم إيطالي سابق.
أصبح داماتو حكماً للفيفا في عام 2010.  حكم في الدوري الأوروبي 2012-13 وخلال تصفيات كأس العالم 2014، في مباراة المجموعة السابعة بين اليونان والبوسنة والهرسك.  توقف عن كونه حكماً في عام 2016 وتقاعد من التحكيمالمحلي في عام 2018.